# 78 aC
L'any 78 aC va ser un any del calendari romà prejulià. En aquell temps, era conegut com a any del consolat de Lèpid i Catul (o, més rarament, any 676 ab urbe condita o de la fundació de la ciutat). L'ús del nom «78 aC» per referir-se a aquest any es remunta a l'alta edat mitjana, quan el sistema Anno Domini va ser el mètode de numeració dels anys més comú a Europa.

## Esdeveniments

### Il·líria
- Gai Cosconi és enviat a Il·líria, que s'havia revoltat, amb títol de procònsol i conquereix part de Dalmàcia, ocupant Salona.[2]

### República Romana
- Marc Emili Lèpid i Quint Lutaci Catul són elegits cònsols.[3]
- Emili Lèpid surt elegit amb el suport de Gneu Pompeu, que volia pel càrrec algú oposat a Sul·la. Sul·la adverteix a Pompeu que no convé reforçar a qui pot ser en el futur el seu rival.[4]
- Els dos cònsols continuen la construcció del Tabulàrium, un arxiu i edifici d'oficines que havia iniciat Sul·la.[5]
- Sul·la mor durant la primera part d'aquest consolat, i Lèpid decideix abolir les seves lleis aristocràtiques. Però les colònies militars de Sul·la impedeixen el canvi. Lèpid demana ajuda a Pompeu i intenta evitar el funeral de Sul·la al Camp de Mart, però Pompeu no li dona suport. Proposa diverses lleis per abolir les Leges Corneliae de Sul·la, de les que no se sap el contingut sinó algunes línies mestres: retorn dels exiliats i restauració les propietats confiscades. El seu col·lega Catul s'oposa a aquestes mesures i aconsegueix el veto d'un tribú a aquestes normes.[3][6]

### Hispània
- Continua la guerra de Sertori. Luci Manili, procònsol de la Gàl·lia Narbonense, marxa cap a Hispània amb tres legions i 1.500 cavallers, per ajudar a Quint Cecili Metel Pius. Luci Hirtuleu, qüestor i legat de Sertori, el derrota en una batalla i amb prou feines, Manili pot escapar i refugiar-se a Ilerda.[7][8]

## Naixements
- Jing Fang, matemàtic, musicòleg i poeta xinès.[9]

## Necrològiques
- Luci Corneli Sul·la, dictador romà.[10]